# Большой амударьинский лжелопатонос
Большой амударьинский лжелопатонос, или амударьинский большой лопатонос (лат. Pseudoscaphirhynchus kaufmanni) — пресноводная рыба из семейства осетровых, находится на грани исчезновения.

## Описание
Максимальная длина (включая хвостовую нить — вытянутую верхнюю лопасть хвостового плавника) до 75 см, масса до 2 кг.
Рыло широкое, уплощённое. На конце рыла расположено от 1 до 9 острых шипов. Между глазами и на затылке имеется по 2 острых шипа . Рот крупный, усики гладкие. Глаза очень мелкие, часто почти затянутые кожей. Верхняя лопасть хвостового плавника заканчивается длинной нитью.
В спинном плавнике 29—34 лучей; в анальном 16—23; спинных жучек 10—15, боковых — 28—40, брюшных — 5—11; жаберных тычинок 16.
Окраска дорсальной поверхности от тёмно-бурой до чёрно-бурой, брюхо серо-белое.

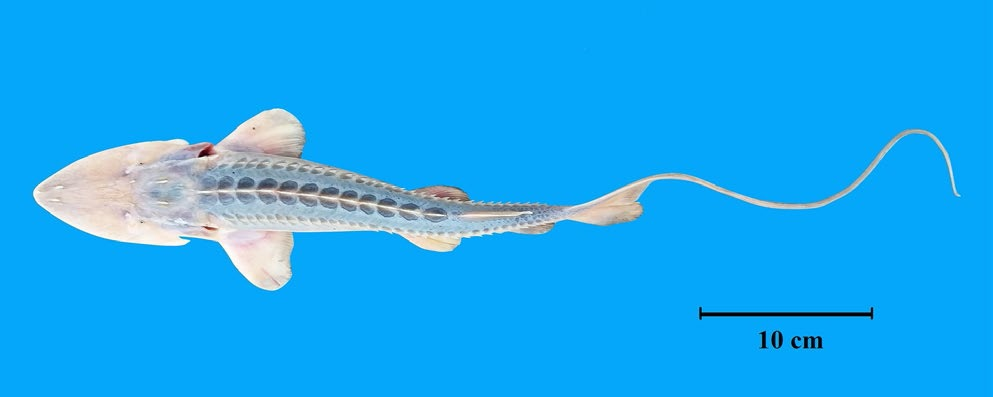

## Распространение
Исторически обитал от устья Амударьи до Пянджа. В море не выходил, но единичные экземпляры встречались в солоноватых водах дельты Амударьи и в предустьевом пространстве. После зарегулирования стока Амударьи и её притоков ареал большого лопатоноса сократился. В начале XXI века сохранились популяции в Вахше, среднем течении Амударьи выше и ниже Туркменабада, в нижнем течении Амударьи на участке Питнак — Ургенч (размер и состояние популяций неизвестны). Не совершает дальних миграций.

## Биология
Пресноводная рыба. Встречается только в русле реки, в местах с песчаным, твердым глинистым, реже каменистым дном. Не заходит в стоячую воду. Существует две экологические формы — крупная и мелкая.
Взрослые лопатоносы питаются преимущественно рыбой (гольцы, усач), но поедают и насекомых. В 1911 году пытались акклиматизировать лопатоноса в Мургабе, но рыбы не прижились. Пищевые конкуренты молоди — гольцы и молодь усача, взрослых рыб — сом.

### Размножение
Половая зрелость наступает на 6—7-м году при длине тела более 45 см (у крупной формы). Нерестится в апреле при температуре 16 °С. Плодовитость при длине 26—50 см (без хвостового плавника) от 3100 до 36000 икринок. Личинки приспособлены к жизни в струях сильного донного течения мутной реки.
Икра донная, клейкая, чёрного цвета, икринки диаметром 1,5—2,7 мм. В июне длина мальков составляет около 3,5 см, шип на конце рыла и хвостовая нить отсутствуют. Хвостовая нить появляется при длине 6,5 см.

## Взаимодействие с человеком
В прошлом ценная промысловая рыба, потреблялся в местах лова. В Хорезмской области и смежных районах Каракалпакстана (Узбекистан) лопатонос традиционно считается эффективным средством от бесплодия.
Известны попытки разведения в искусственных условиях (получение и оплодотворение икры, выведение предличинок до стадии перехода на активное питание). В настоящее время вид включен в Красные книги Узбекистана, Туркменистана и Таджикистана, его вылов полностью запрещён. Международный союз охраны природы присвоил виду охранный статус «Виды на грани исчезновения». Охраняется в заповедниках Тигровая балка (Таджикистан), Бадай-Тугай и Кызылкумском.

На почтовых марках
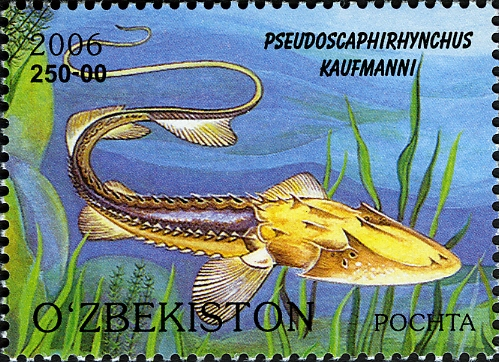
Почтовая марка Узбекистана 2006 года
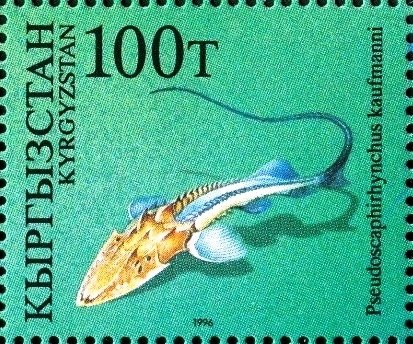
Почтовая марка Киргизстана 1996 года
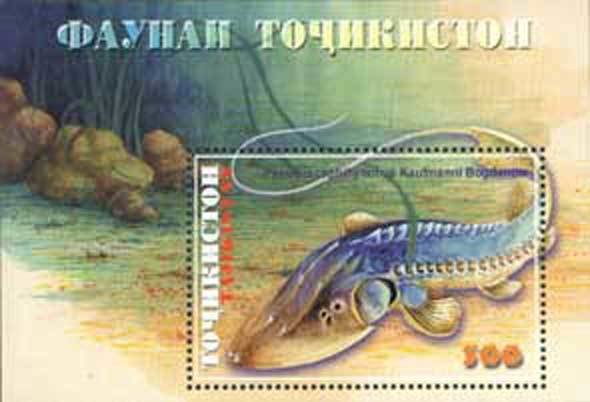
Почтовая марка Таджикистана 2000 года